# Rafael de Nogales

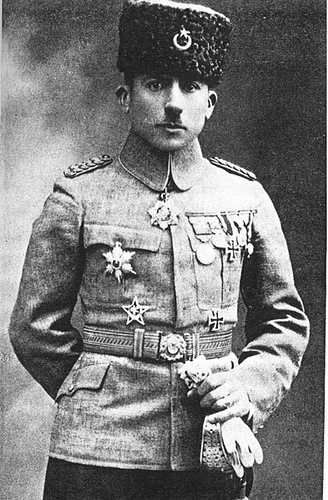
Rafael de Nogales Méndez i osmansk uniform.

Rafael de Nogales Méndez, född 14 oktober 1879 i San Cristóbal, Venezuela, död 10 juli 1936 i Panama City, var en äventyrare, legosoldat och författare. Han var barnbarnsbarn till Pedro Luis Inchauspe som hade spelat en viktig roll under venezuelanska självständighetskriget. de Nogales deltog som frivillig soldat i flera krig runt sekelskiftet 1900, bland annat på Spaniens sida i Spansk-amerikanska kriget och i Osmanska rikets armé under första världskriget. Han bevittnade under sin tid som officer i osmansk tjänst det armeniska folkmordet och assyrisk-syrianska folkmordet i östra Turkiet, även känt som det armeniska höglandet. De grova övergrepp han tvingades se fick honom att begära avsked från armén, men krigsministeriet avslog hans begäran och förflyttade honom istället till Mesopotanien och Colmar von der Goltz stab.
I sin ungdom hade de Nogales studerat i Belgien, Spanien och Tyskland. Han deltog i guldrushen i Alaska och hävdade att han var en av grundarna av Fairbanks. Han skrev flera böcker om sina erfarenheter: Memorias del general Rafael de Nogales Méndez, Cuatro años bajo la Media Luna om sina erfarenheter som officer i Osmanska riket inklusive kommentarer om det armeniska folkmordet, och El saqueo de Nicaragua.

### Fotnoter
1. 1 2  4 Years beneath Crescent: Genocide through eyes of mercenary, parmenian.net 2014-04-23